# Banturejo
Banturejo is een bestuurslaag in het regentschap Malang van de provincie Oost-Java, Indonesië. Banturejo telt 3140 inwoners (volkstelling 2010).